# Pull & Bear
Pull&Bear — испанская сеть магазинов одежды и аксессуаров, основанная в Нароне, Галисия в 1986 году под названием New Wear, S.A. В сентябре 2011 года компания начала продажу и через интернет-магазин.

## Концепция и стиль
- Бренд фокусируется на повседневной одежде и аксессуарах для молодых людей в стиле уличной моды по доступным ценам[2].
- В настоящее время Pull&Bear завоёвывает рынки по всему миру, это оказывает большое влияние на модную философию этого бренда, которая направлена на объединение творчества и качественный дизайн. Бренд всегда старается максимально отвечать требованиям рынка[3].
- Новые линии продукции в магазинах разнообразили ассортимент бренда. На тенденции бренда оказывают влияние такие сферы жизни, как музыка, видеоигры, современная техника и др., которые отражаются в стиле одежды. В 1998 году Pull&Bear представил «XDYE» линию, это спортивная линия одежды с элементами hi-tech, связанная с иконами молодёжной культуры 21 века.
- Коллекции бренда сочетают спортивную одежду с одеждой в стиле casual.
- В 2011 году бренд Pull&Bear представил свой онлайн-магазин.

## Магазины
Количество магазинов Pull&Bear в каждой стране.:
| Африка: - Египет: 6 - Марокко: 2 | Южная и Северная Америка: - Мексика: 68 - Венесуэла: 5 - Колумбия: 9 - Сальвадор: 2 - Гватемала: 3 - Коста-Рика: 2 - Доминиканская Республика: 1 - Эквадор: 3 - Гондурас: 2 - Панама: 2 | Азия: - Китай: 67 - Израиль: 25 - Саудовская Аравия: 18 - Индонезия: 15 - ОАЭ: 8 - Ливан: 5 - Республика Корея: 2 - Казахстан: 6 - Кувейт: 3 - Сингапур: 3 - Бахрейн: 1 - Иордания: 2 - Малайзия: 4 - Катар: 5 - Таиланд: 3 - Китайская Республика:4 | Европа: - Испания: 208 - Португалия: 50 - Италия: 56 - Польша: 32 - Турция: 34 - Франция: 38 - Греция: 25 - Румыния: 23 - Украина: 14 - Венгрия: 8 - Бельгия: 9 - Болгария: 6 - Хорватия: 7 - Кипр: 5 - Ирландия: 3 - Великобритания: 8 - Чехия: 4 - Литва: 4 - Нидерланды: 11 - Латвия: 3 - Мальта: 3 - Австрия: 4 - Германия: 11 - Сербия: 4 - Словакия: 3 - Словения: 2 - Андорра: 1 - Армения: 2 - Азербайджан: 2 - Босния и Герцеговина: 4 - Эстония: 1 - Грузия: 1 - Северная Македония: 1 - Черногория: 1 - Беларусь: 2 |

 В марте 2022 года, после российского вторжения на Украину, Inditex временно приостановил деятельность бренда Pull & Bear в России из-за санкций.